# الیدانپو
الیدانپو (به لاتین: Alidounpo) یک منطقهٔ مسکونی در توگو است که در منطقه کارا واقع شده‌است.